# Catene (film 1974)
Catene è un film del 1974, diretto da Silvio Amadio. È il remake dell'omonimo film diretto da Raffaello Matarazzo nel 1949.

## Trama
Dopo una rapina in una banca Alfio Capuano, ferito nella sparatoria e braccato dalla polizia, si rifugia casualmente in un garage, dove si imbatte nella ex fidanzata Francesca, ora sposata con il meccanico Giovanni, e madre di due bambini. Questo incontro dà il via ad una serie di disgrazie poiché Capuano, con la mediazione di amici equivoci, entra in società con Giovanni, bisognoso di capitali per poter ampliare la sua officina. La collaborazione dà modo ad Alfio di avvicinare comodamente Francesca. Il piccolo Ricuccio sembra accorgersi che qualcosa non va, finché un giorno Giovanni coglie in colloquio la moglie con il bandito. Questi muore, ucciso da Giovanni nella colluttazione. Il meccanico, catturato nel tentativo di espatriare, viene messo in carcere. Nel processo la donna innocente, si confessa colpevole di modo che il marito sia assolto per delitto d'onore. Ciò avviene puntualmente, ma una vecchia lettera di Alfio Capuano, fatta arrivare a Giovanni, scagiona una volta per tutte Francesca.